# Teodora Majowa
Teodora Maria Majowa z Kończów (ur. 11 kwietnia 1882 w folwarku Gruże, zm. 21 marca 1970 w Grudziądzu) – polska nauczycielka, publicystka, działaczka narodowa i społeczna, przewodnicząca Narodowej Organizacji Kobiet w Grudziądzu. 

## Życiorys
Ukończyła Zakład Sióstr Urszulanek w Krakowie. Następnie przez rok uczyła się w Königliches Josephinen Stift w Dreźnie.
Po wybuchu I wojny światowej otworzyła noclegownię i herbaciarnie dla żołnierzy. W Wilnie pracowała w szpitalu św. Jakuba przy rannych żołnierzach. Następnie pracowała jako nauczycielka i kuratorka Gimnazjum Polskiego w Wiłkomierzu.
W maju 1919 wraz z mężem została członkiem Komisji Organizacyjno-Rewindykacyjnej Uniwersytetu Stefana Batorego w Wilnie. W Wilnie angażował się w działalność Narodowej Organizacji Kobiet. Następnie przeprowadziła się do rodzinnego miasta jej męża – Grudziądza. Działała w Polskim Czerwonym Krzyżu. W 1922 została przewodniczącą Związku Polaków Kresów Wschodnich w Grudziądzu. Zorganizowała kuchnię dla inteligencji. Publikowała swoje artykuły w dodatku do gazety „Głos Pomorza” pt. „Sprawy Kobiece”, „Ziemi” i „Miesięczniku Diecezji Chełmińskiej”. Przewodniczyła grudziądzkiej Narodowej Organizacji Kobiet. W wyborach w 1928 kandydowała z listy nr 24 (Katolicko-Narodowa) w okręgu wyborczym nr 30. Była członkinią grudziądzkiego zarządu Pomorskiego Towarzystwa Opieki nad Dziećmi. W Grudziądzu działała także w Polskim Towarzystwie Krajoznawczym i Komitecie Odbudowy Teatru. Była aktywną członkinią Polskiego Towarzystwa Gimnastycznego „Sokół”. Przewodniczyła Dzielnicowemu Wydziałowi Sokolic. W 1936 była wiceprezesem Dzielnicy Pomorskiej „Sokoła”. 29 września 1930 wzięła udział w zjeździe Stronnictwa Narodowego w Toruniu. Należała do Towarzystwa Czytelni Ludowych w Grudziądzu, gdzie była skarbnikiem i zastępczynią prezesa. Działała też w Katolickim Stowarzyszeniu Kobiet. Była przewodniczącą Komitetu do Walki z Handlem Kobietami i Dziećmi.
Po wybuchu II wojny światowej zaangażowała się w akcję pochówku poległych żołnierzy polskich na cmentarzu komunalnym w Grudziądzu. W czasie okupacji uczestniczyła w tajnym nauczaniu – prowadziła komplety z języka polskiego, geografii i historii. Podczas oblężenia Grudziądza w 1945 pracowała jako pielęgniarka w szpitalu miejskim.
Po wojnie była przesłuchiwana przez Służbę Bezpieczeństwa w sprawie kontaktów z klerem. Przeprowadzono rewizję w jej mieszkaniu i kilkakrotnie przesłuchiwano ją w związku z działalnością w Narodowej Organizacji Kobiet. W PRL pracowała jako nauczycielka kolejno: Szkoły Gospodarczej, Gimnazjum Krawieckiego i Szkole Podstawowej dla Pracujących
Zmarła w domu starców w Grudziądzu 21 marca 1970. Została pochowana na cmentarzu komunalnym w Grudziądzu.

## Rodzina
Była córką Franciszka Michała Józefa Kończy, ziemianina, i Marii Teodory Katarzyny z Monkiewiczów. Jej pradziadem był Józef Montwid Białłozor. 3 lipca 1918 w kaplicy Sióstr Nazaretanek w Wilnie wyszła za Kazimierza Maja, lekarza, wojskowego i działacza politycznego. Jednym ze świadków na ich ślubie był Aleksander Zwierzyński.

## Ordery i odznaczenia
- Odznaka Honorowa Polskiego Czerwonego Krzyża III stopnia[6]